# Alice Krige
Alice Maud Krige (Upington (Noord-Kaap), 28 juni 1954) is een Zuid-Afrikaanse actrice. Ze is gehuwd met schrijver-regisseur Paul Schoolman.

## Biografie
Krige verhuisde in 1976 van haar geboorteland Zuid-Afrika naar Londen. Daar studeerde ze af aan de Central School of Speech and Drama. In 1980 had ze haar eerste rol in een televisiefilm in A Tale of Two Cities. Haar eerste grote filmrol kwam er een jaar later. Ze speelde de rol van Sybil Gordon in Chariots of Fire, de film over de Olympische Zomerspelen van 1924 die vier Academy Awards won. Datzelfde jaar had ze ook een rol in Ghost Story.
In 1996 nam ze de rol van Borgkoningin voor haar rekening in de achtste Star Trek film First Contact. Ze won voor deze rol een Saturn Award. Vijf jaar later hernam ze deze rol in Endgame, de laatste aflevering van de televisieserie Star Trek: Voyager. Verder sprak ze de stem in voor het computerspel Star Trek: Armada II.
Andere films waar ze in meespeelde zijn onder meer Sleepwalkers uit 1992, Silent Hill uit 2006, Ten Inch Hero uit 2007 en in 2001 speelde ze rol van Monique in de Belgische film Vallen van regisseur Hans Herbots . Haar meest recente filmrol vertolkte ze in Solomon Kane uit 2009.